# General López (departement)
General López is een departement in de Argentijnse provincie Santa Fé. Het departement (Spaans:  departamento) heeft een oppervlakte van 11.558 km² en telt 182.113 inwoners.

## Plaatsen in departement General López
- Aarón Castellanos
- Amenábar
- Cafferata
- Cañada del Ucle
- Carmen
- Carreras
- Chapuy
- Chovet
- Christophersen
- Diego de Alvear
- Elortondo
- Firmat
- Hughes
- La Chispa
- Labordeboy
- Lazzarino
- Maggiolo
- María Teresa
- Melincué
- Miguel Torres
- Murphy
- Rufino
- San Eduardo
- San Francisco de Santa Fe
- San Gregorio
- Sancti Spiritu
- Santa Isabel
- Teodelina
- Venado Tuerto
- Villa Cañás
- Wheelwright